# Безсонов, Иннокентий Платонович
Иннокентий Платонович Безсонов (21 сентября 1814 — ?) — русский архитектор, академик архитектуры Императорской Академии художеств.

## Биография
Сын подпоручика. Воспитанник Императорской Академии художеств. Ученик И. Г. Гомзина. Получил малую серебряную медаль за архитектурные композиции. Окончил Академию художеств (1836) со званием художника по части архитектуры.
В октябре 1837 года Безсонов был назначен архитектором казанского учебного округа и служил в Казани, где произвел много всякого рода построек. Лучшим его произведением считается соборный храм в городе Спасске (Казанской губернии). 28 февраля 1844 года попечитель казанского учебного округа, поставляя на вид многие постройки, возведенные Безсоновым в Казани, и отдавая должную дань его искусству, просит Академию художеств удостоить Безсонова званием академика. Просьба была удовлетворена.
23 ноября 1849 года Безсонов просит Академию художеств задать ему программу на звание профессора архитектуры. Казанский губернатор также ходатайствует за него пред Академией, хвалит его искусство, способности и перечисляет его последние работы (1847—1855).
Известные постройки:
- здание каменного театра (по Высочайше утвержденному проекту);
- возобновил после пожара большое каменное 3-этажное здание квартиры вице-губернатора;
- возвёл 4-этажное каменное здание (пристройка к гостиному двору)
- построил или перестроил после пожара многие частные дома в Казани;
- Церковь Иконы Божией Матери Казанская в Чистополе (1840—1848);
- Троицкий собор в городе Спасске Казанской губернии[2] (1852);
- Церковь Иконы Божией Матери Казанская в Красной Слободе (1855—1859).

Приняв во внимание эти работы Безсонова, Академия решила задать ему программу на звание профессора архитектуры. Но почему-то это не осуществилось и дальнейших сведений о Безсонове не имеется.